# 第161独立機械化旅団 (ウクライナ陸軍)
第161独立機械化旅団（だい161どくりつきかいかりょだん、ウクライナ語: 161 окрема механізована бригада）は、ウクライナ陸軍の旅団。ウクライナ陸軍司令部隷下。

## 概要

### 第二次世界大戦
1941年10月15日、第二次世界大戦の影響に伴い、赤軍第13独立狙撃旅団としてロシア・ソビエト連邦社会主義共和国クラスノダール地方で創設された。
1941年11月、独ソ戦でロストフ州に配備され、ロストフ方面で攻勢を開始し、ドイツ軍の激しい砲撃と濃密な地雷原で地獄の初陣となったが、12月にロストフを解放した。
1942年4月、部隊増強に伴い、第161狙撃師団に改編された。
1943年、ウクライナ方面で攻勢を開始し、スタニスラフ州、リヴォフ州を解放し、2等ボグダン・フメリニツキー勲章、名誉称号「スタニスラフ」を授与された。1945年に枢軸国に勝利し、赤旗勲章を授与された。
1945年戦後、ウクライナ・ソビエト社会主義共和国に移駐し、機械化に伴い、第24機械化師団に改編された。

### 冷戦期
1957年6月、歩兵部隊化に伴い、第99自動車化狙撃師団に改編された。
1965年1月、師団番号返還に伴い、第161自動車化狙撃師団に改称された。

### ウクライナ陸軍
1991年12月、ソビエト連邦の崩壊とウクライナの独立で創設されたウクライナ陸軍に編入し、第161機械化師団に改称された。
1993年、部隊縮小に伴い、第161独立機械化旅団に改編され、2003年に解隊された。

### ロシアのウクライナ侵攻
2024年11月、ロシアのウクライナ侵攻の影響に伴い、ウクライナ国外の動員兵を主体に21年ぶりに再編され、国外で新兵訓練を受けた。